# Аннино (станция метро)
«А́ннино» — станция Московского метрополитена, расположена на Серпуховско-Тимирязевской линии. Открыта 12 декабря 2001 года в ходе её продления на один перегон от станции «Улица Академика Янгеля». Названа по одноимённой местности.
С 12 декабря 2001 года по 27 февраля 2014 года — самая южная станция метро в пределах МКАД.

## История
Строительство станции началось в середине 1990-х годов. Станция должна была быть открыта для пассажиров в 1998 году одновременно со станциями «Улица Академика Янгеля» и «Бульвар Дмитрия Донского». Однако строительство затянулось более чем на три года по причине отсутствия финансирования. Тем не менее, завершение строительства Серпуховско-Тимирязевской линии было признано приоритетным среди других замороженных объектов метростроя. Строительство станции велось открытым способом. Для оборота составов за станцией был сооружён пошёрстный съезд, который был разобран после продления линии на юг.
Станция была открыта 12 декабря 2001 года при продлении Серпуховско-Тимирязевской линии на один перегон и стала 163-й станцией Московского метрополитена.
«Аннино» стала первой станцией Московского метрополитена, открытой в XXI веке. В церемонии открытия принимали участие президент России Владимир Путин и мэр Москвы Юрий Лужков, в ходе мероприятия им был показан поезд «Яуза». После осмотра высокими гостями он отправился обратно в депо «Печатники», причём до станции «Серпуховская» следовал с пассажирами.

## Оформление
Путевые стены облицованы серым, пол — серым и чёрным мрамором. В центре свода находится ряд больших кессонов, в которых размещены светильники. Сооружена из монолитного железобетона.

## Вестибюли и пересадки
Станция имеет два вестибюля. На одном конце в северном подземном вестибюле эскалаторы, на другом конце в южном подземном вестибюле — общая лестница. Через северный пассажиры могут выйти на Варшавское шоссе, кроме того, под ним расположен линейный пункт депо «Варшавское». Также имеется южный вестибюль, не открывавшийся из-за ненадобности до середины 2012 года. По задумке, южный вестибюль должен был быть открыт вместе с автовокзалом, который городские власти намеревались перенести с «Южной» сюда, однако местные жители и экологи (рядом Битцевский лес) протестовали по поводу такого решения. В итоге власти отказались от переноса автовокзала, и выход оставался недоделанным. Вместо автовокзала 28 октября 2011 года была открыта первая перехватывающая парковка Московского метрополитена на 1100 машиномест.
Южный вестибюль станции был открыт для пассажиров 15 июня 2012 года в 12:00. Изначально, ввиду своих малых размеров, вестибюль должен был работать только на выход, однако в настоящее время используется как на выход, так и на вход.

## Наземный общественный транспорт
На этой станции можно пересесть на следующие маршруты городского пассажирского транспорта:
- Автобусы: м95, е99, с916, с919, с962, с997, н8

## Станция в цифрах
Глубина заложения — 8 м. Пассажиропоток (2002): по входу — 38,9 тыс., по выходу — 25,2 тыс.
- Таблица времени прохождения первого поезда через станцию[7]:

| По чётным числам                             | Будние дни | Выходные дни |
| По нечётным числам                           | Будние дни | Выходные дни |
| В сторону станции «Улица Академика Янгеля»   | 05:46      | 05:46        |
| В сторону станции «Улица Академика Янгеля»   | 05:58      | 06:00        |
| В сторону станции «Бульвар Дмитрия Донского» | 05:46      | 05:49        |
| В сторону станции «Бульвар Дмитрия Донского» | 05:50      | 05:52        |

## Галерея

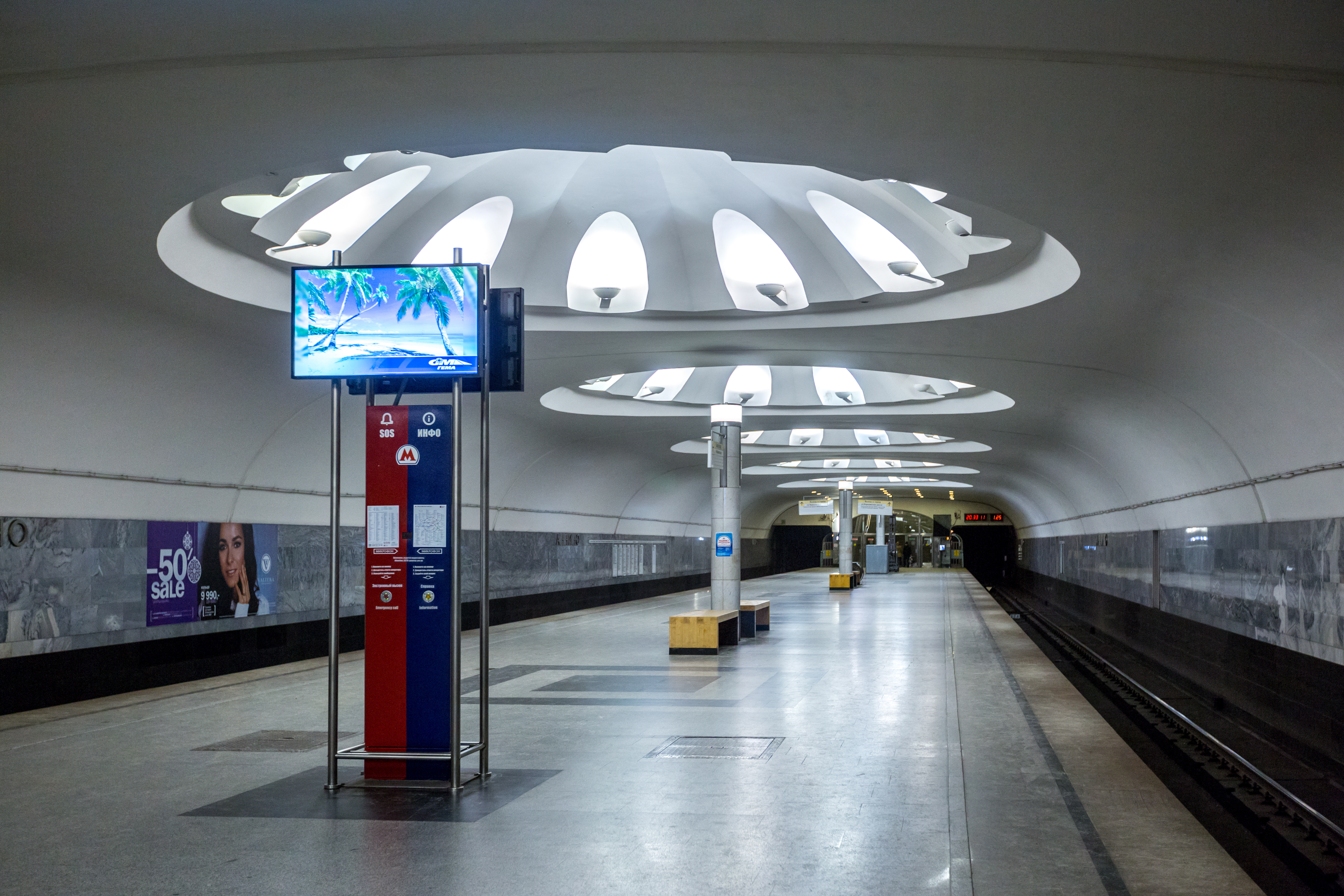
Зал станции и колонна экстренного вызова
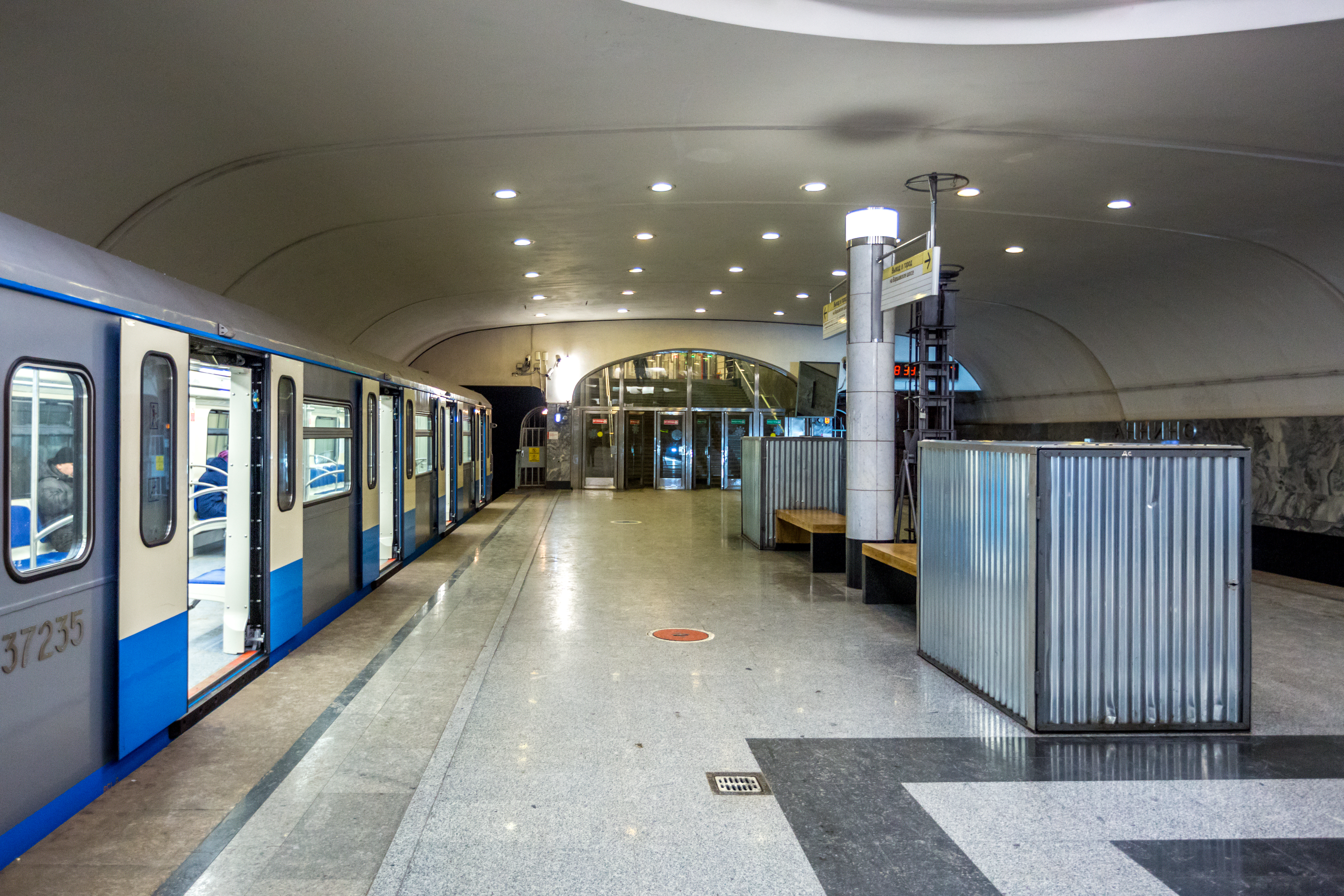
Посадочная платформа
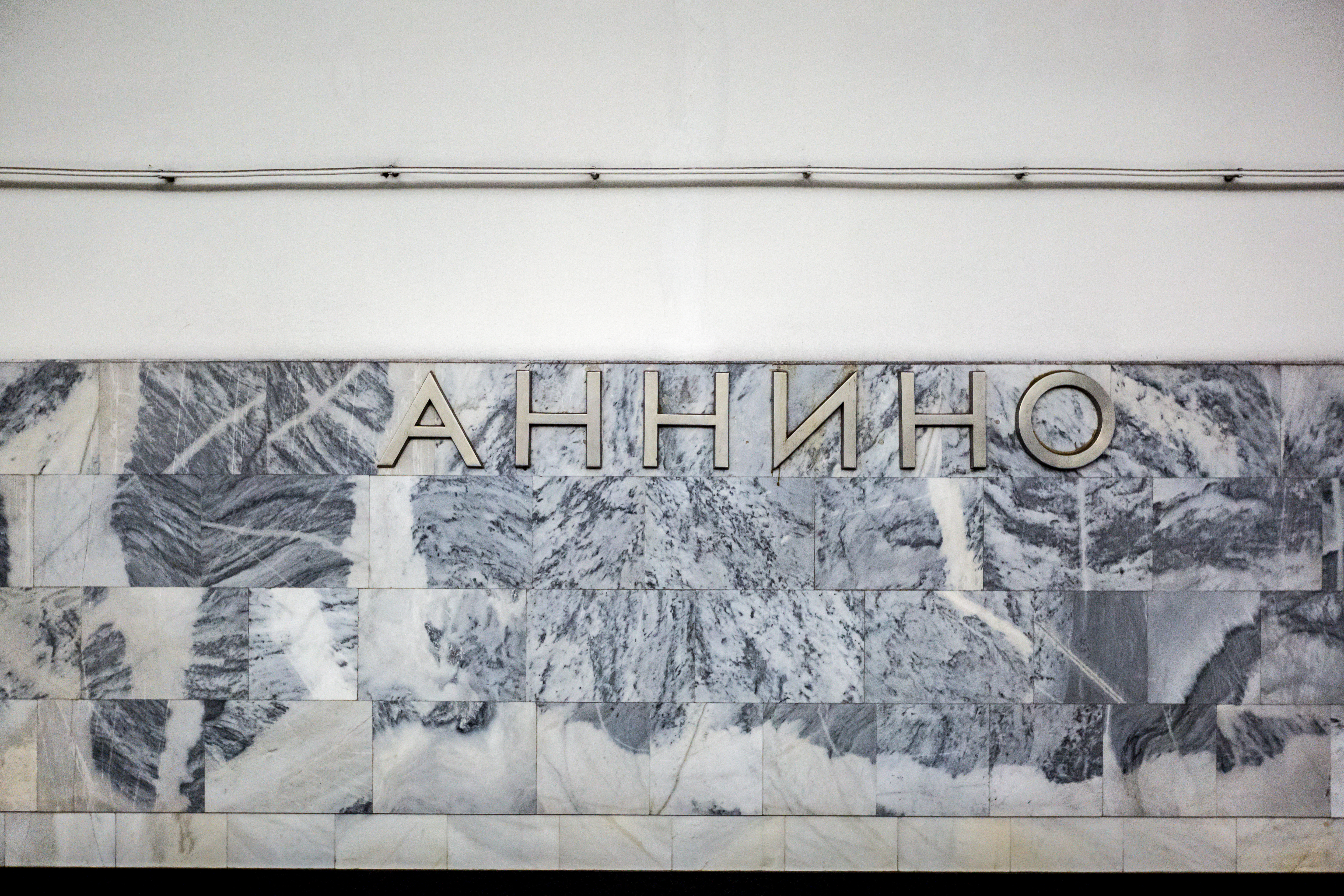
Название станции на путевой стене
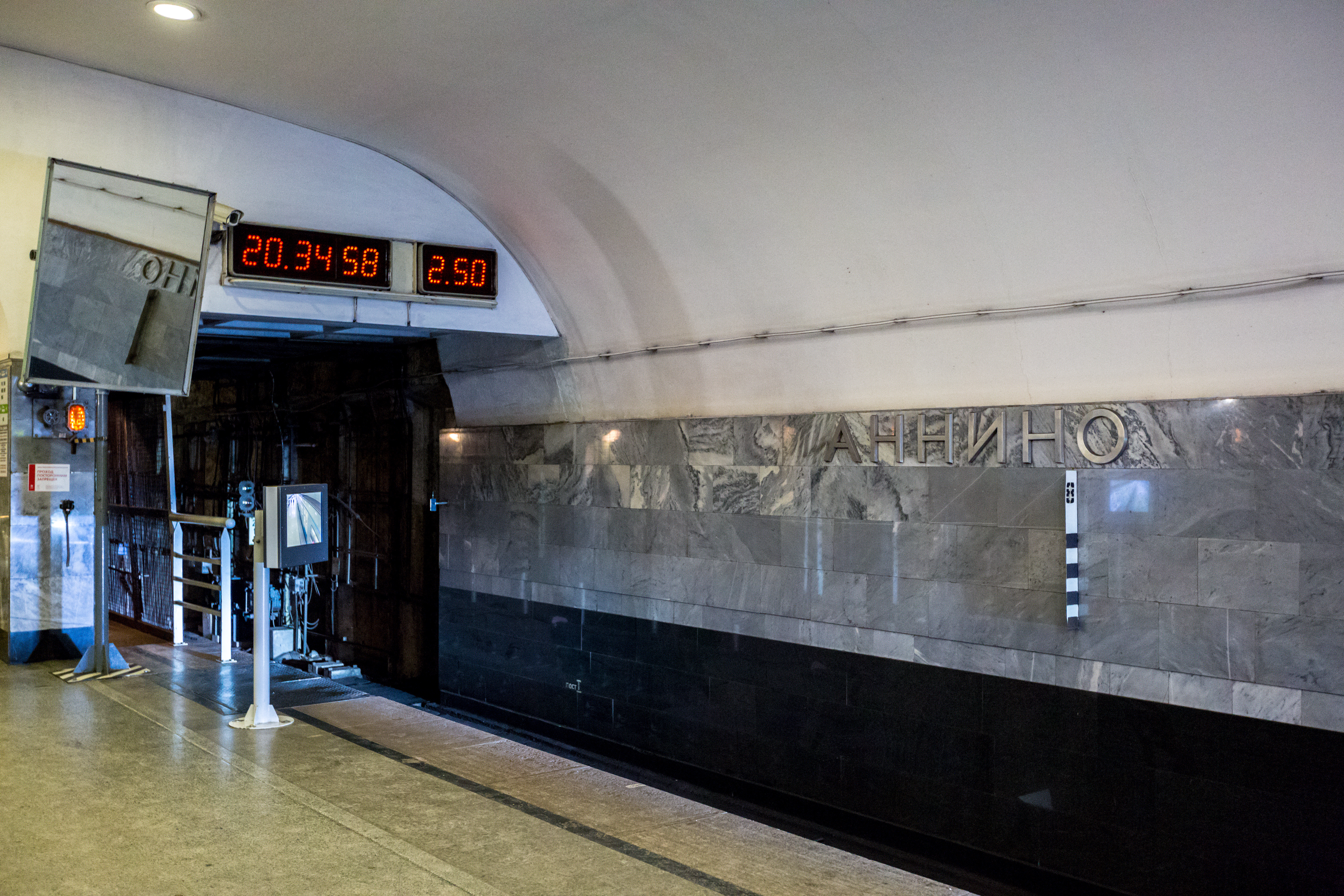
Портал тоннеля
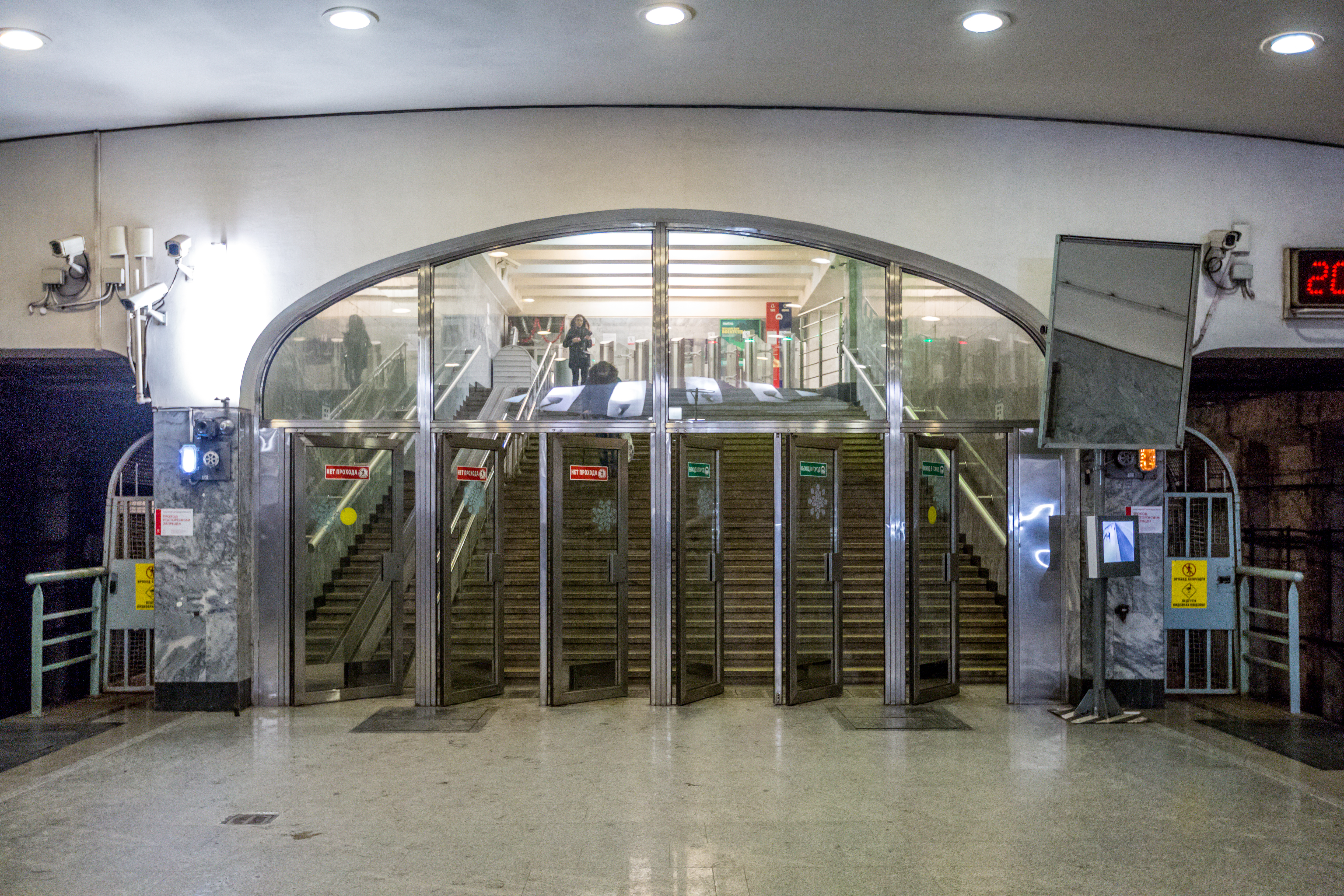
Южный выход
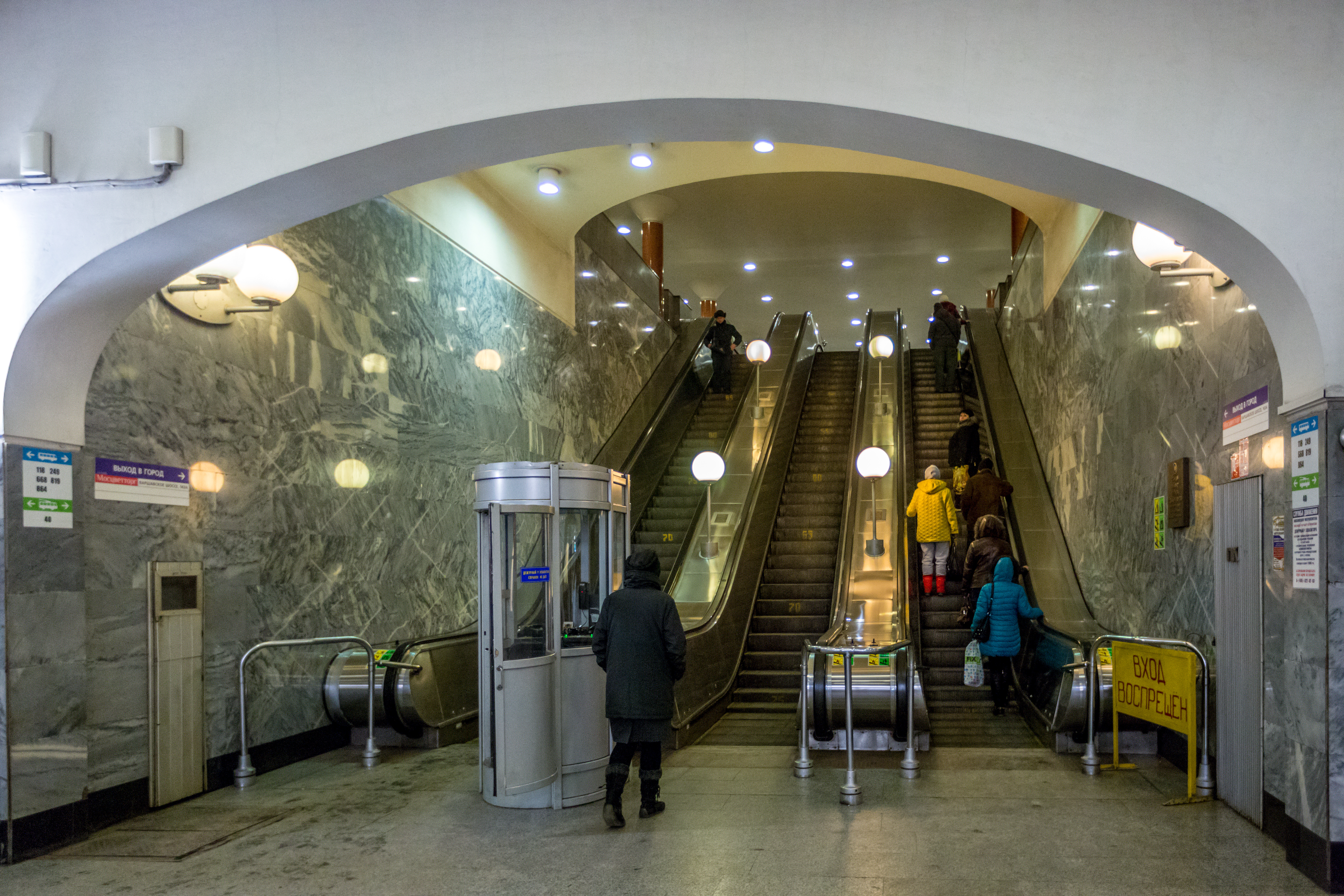
Северный выход
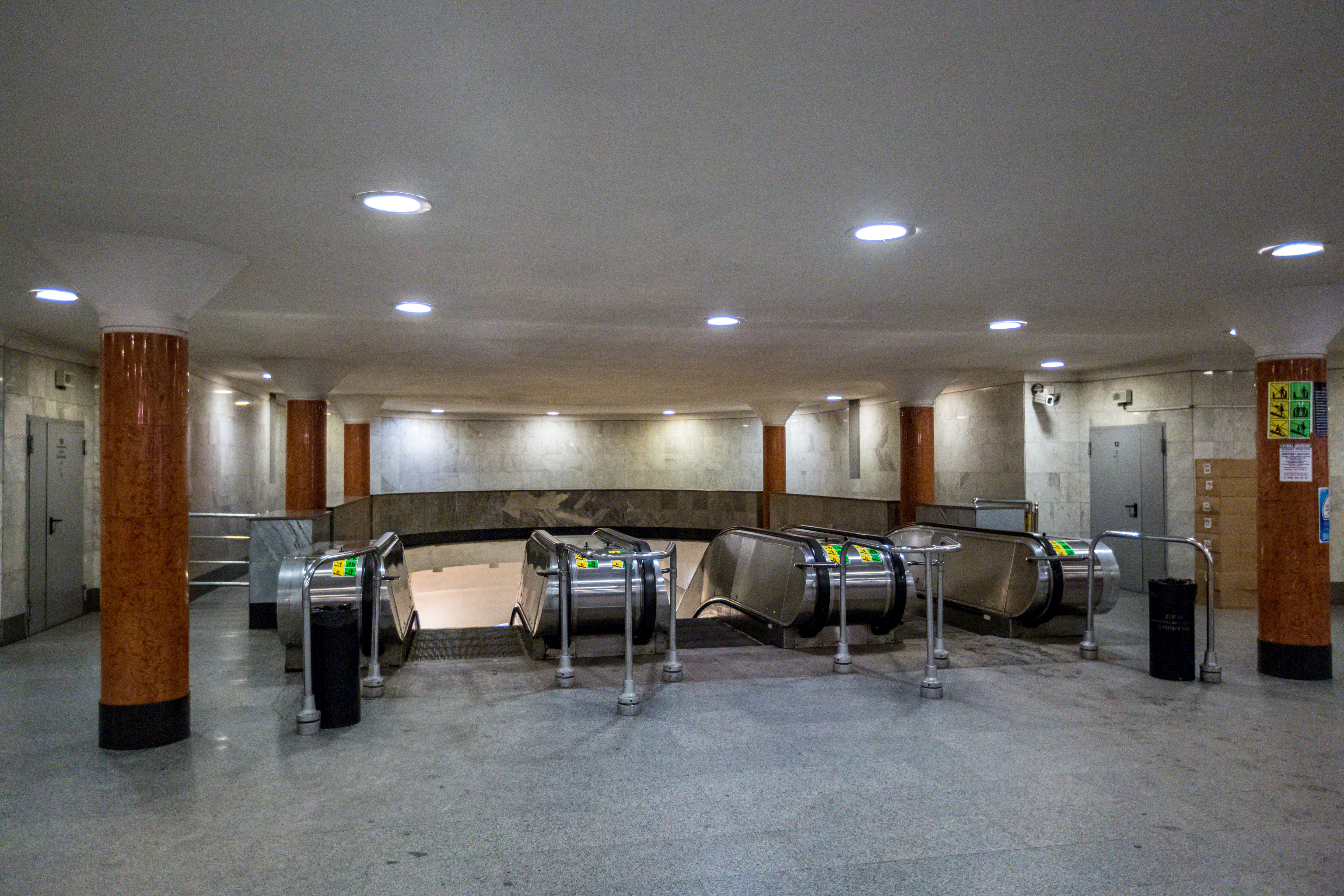
Вход на станцию из северного вестибюля
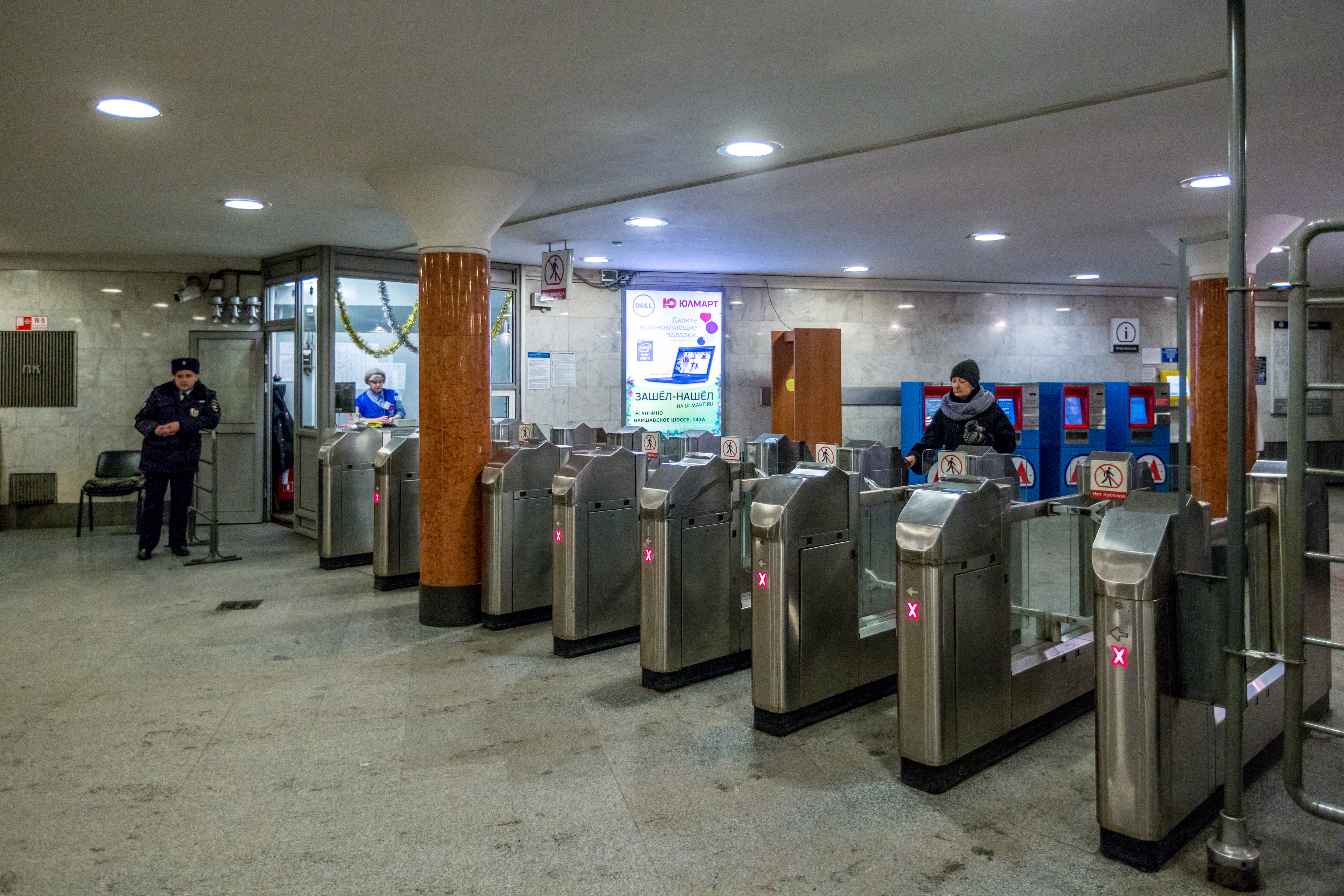
Турникетный зал в северном вестибюле